# زبان سریانی
زبان سُرْیانی (ܠܫܢܐ ܣܘܪܝܝܐ Leššānā Suryāyā), که با نام‌های آرامی سریانی یا سریانی کلاسیک نیز شناخته می‌شود. یکی از گویش‌های زبان آرامی است. نخستین نشانه‌های استفاده از این زبان در اوایل سدهٔ یکم میلادی در شهر اِدِسا دیده شده‌است. سریانی در طول سدهٔ چهارم تا هشتم میلادی، یکی از زبان‌های مهم ادبی در خاورمیانه بوده‌است و آثار گوناگونی به این زبان وجود دارد. در واقع، ادبیات سریانی حدود ۹۰٪ از ادبیات آرامی را تشکیل می‌دهد. سریانی در گذشته در بخش‌های وسیعی از خاور نزدیک و آناتولی و همچنین در سرزمین بحرین تکلم می‌شده‌است.
زبان آرامی باستان پس از چیرگی امپراتوری آشوری نو بر ممالک سوری-هیتی مورد اقتباس قرار گرفت. شاهنشاهی هخامنشی که پس از امپراتوری آشور تشکیل شده بود نیز از این زبان در دستگاه دیوانی خود استفاده می‌کرد و آرامی به‌عنوان زبان میانجی این منطقه باقی ماند. در طول سده‌های سوم و چهارم میلادی باشندگان این منطقه به مسیحیت گرویدند.
در کنار زبان‌های لاتین و یونانی سریانی یکی از «سه زبان مهم علم و گاه‌شماری دوران مشترک» بود. در اوایل سدهٔ نخست میلادی سریانی موتور محرک مسیحیت سریانی، فرهنگ، و الهیات کلیسای ارتدکس سریانی بود.
مسیحیت سریانی در سراسر آسیا تا ساحل مالابار و شرق چین و حتی تا کیوتوی ژاپن نیز گسترش یافت و ابزار ارتباط و انتشار فرهنگ برای اعراب و به‌میزان کم‌تری برای شاهنشاهی اشکانی و شاهنشاهی ساسانی. عموماً سریانی تأثیری ژرف بر زبان عربی داشته‌است و تا امروز به‌عنوان زبان مقدس مسیحیت سریانی-آشوری باقی مانده‌است.
سریانی یا آشوری یکی از شاخه‌های زبان آرامی است و به این ترتیب یکی از زبان‌های سامی شمال‌غربی از زبان‌های آفروآسیایی به‌شمار می‌رود. این زبان به الفبای سریانی، یکی از گونه‌های الفبای آرامی، نوشته می‌شود.
سریانی به‌عنوان زبان مذهبی کلیسای ارتدکس سریانی و کلیسای کاتولیک آشوری - کلدانی و برخی از زیرشاخه‌های کلیسای سریانی‌های کلارای هندوستان مورد استفاده است و همچنین به‌عنوان یک زبان اقلیت در عراق به رسمیت شناخته شده‌است که روزگاری زبان رسمی بوده استفاده می‌شود و در مدارس عمومی عراق، فلسطین، سوئد، آوگسبورگ (آلمان) و کرالا (هند) نیز تدریس می‌شود. در منابع اسلامی ذکر شده که آدم، نوح و ابراهیم به زبان سریانی (آشوری) سخن می‌گفتند.

## پیشینه
واژهٔ سریانی مأخوذ از واژهٔ یونانی Σύρος از سده پنجم میلادی به این سو به کار رفت. به نظر می‌رسد که ریشهٔ این نام عنوانی قومی است، که به‌تدریج جایگزین آرامی شد. تعریف‌های متفاوتی از زبان سریانی وجود دارد؛ مثلاً در دانشنامهٔ بریتانیکا سریانی در قالب لهجهٔ آرامی شرقی اِدِسا که در پایان سدهٔ دوم میلادی از مراکز مهم مسیحیت بود در نظر گرفته شده‌است و ذکر شده که کهن‌ترین کتیبه‌های سریانی از نیمهٔ نخست سدهٔ نخست میلادی به جای مانده‌اند. فیتز میر آن را یکی از لهجه‌های پنج‌گانهٔ آرامی میانه می‌داند.
این زبان در سدهٔ پنجم میلادی به دو لهجهٔ نسطوری و یعقوبی تقسیم شد. بر پایهٔ منظر و منبعی دیگر سریانی زبان متأخر آرامی ادسا است که مسیحیان میان‌رودان و سوریه برای جدا کردن آرامی که معنای «بت‌پرست» یا «کافر» می‌داد، نام یونانی سریانی را به این لهجهٔ آرامی دادند. این زبان در اوایل مسیحیت زبان ادبی شد و آثار فراوانی به این زبان نوشته شدند. از حدود سدهٔ سیزدهم میلادی به بعد این زبان به‌صورت زبان آیینی و موعظه باقی ماند.

## پراکندگی جغرافیایی

اگرچه در گذشته سریانی یکی از زبان‌های مهم در هلال حاصل‌خیز و سرزمین بحرین بود، اما امروزه به شهرها و روستاهایی در دشت‌های نینوا، طور عبدین، خابور و اطراف شهرهای موصل، اربیل و کرکوک محدود شده‌است.

سریانی یکی از لهجه‌های زبان آرامی در شهر اِدِسا بود که تحت تأثیر مسیحیت در شرق و کلیسای ارتدوکس سریانی، به حالت کنونی تحول یافت. پیش از آنکه عربی به زبان غالب تبدیل شود، سریانی در میان جوامع مسیحی در خاورمیانه، آسیای مرکزی و کرالا زبان غالب اصلی بود و تا امروز نیز در میان مسیحیان سریانی رواج دارد.
از سدهٔ هفتم میلادی تا کنون، سریانی به‌عنوان زبان گفت‌وگو در مناطقی که صحبت می‌شد، به‌تدریج جایش را به زبان عربی دارد (به‌جز شمال عراق). فتوحات مغول در سدهٔ سیزدهم میلادی و قتل‌عام مسیحیان سریانی توسط تیمور لنگ، به افول این زبان سرعت بخشید.
در بسیاری از سرزمین‌های خارج از منطقهٔ جزیره، سریانی حتی در متون مناجات و مذهبی، جایش را به عربی داد.

## دوره‌های زبانی
تاریخ زبان سریانی را می‌توان به سه دورهٔ مشخص تقسیم کرد:
- آرامی باستان، زبان ممالک سوری-هیتی در شام در عصر آهن، زبان آرامی باستان در کنار زبان اکدی در امپراتوری آشوری نو به‌عنوان زبان میانجی مورد استفاده بود
- سریانی میانه/آرامیِ سریانی میانه (ܟܬܒܢܝܐ Kṯāḇānāyā، «سریانی ادبی»), که به‌صورت زیر تقسیم می‌شود:
  - سریانی میانهٔ شرقی/آرامیِ سریانی میانهٔ شرقی (زبان ادبی و کلیسایی مردمان مسیحی سریانی در کلیسای آشوری شرق، کلیسای کاتولیک کلدانی، کلیسای باستانی شرق و کلیسای پنطیکاستال آشوری)
  - سریانی میانهٔ غربی/آرامیِ سریانی میانهٔ غربی ((زبان ادبی و کلیسایی مردمان کلیسای ارتدکس سریانی، کلیسای کاتولیک سریانی و کلیسای مارونی).
- سریانی نو/آرامیِ سریانی نو اصطلاحی که معمولاً برای اشاره به زبان‌های آرامی نو استفاده می‌شود.[۲۵] حتی اگر نتوان آن‌ها را مستقیماً به‌عنوان یکی از زیرشاخه‌های سریانی میانه شناسایی کرد. این اصطلاح می‌بایست دربارهٔ لهجه‌های که منبعث از همان شاخهٔ زبان‌های آرامی هستند یا در جوامع مسیحی به‌صورت گسترده‌ای مورد استفاده بوده بکار برده‌شود. این زبان به دو دسته تقسیم می‌شود:
  - آرامی سریانی غربی نو (گویش طوریه و ملحسو). با این حال باید توجه داشت که گاهی این زبان‌ها از شاخهٔ «سریانی نو» حذف می‌شوند.[۲۵]
  - آرامی سریانی شرقی نو (آرامی نو شمال شرقی، شامل آرامی جدید آشوری و آرامی جدید کلدانی. اما این اصطلاح معمولاً برای اشاره به زبان مندائی نو استفاده نمی‌شود، گونه‌ای دیگر از آرامی شرقی که توسط مندائیان تکلم می‌شود).

## ریشه‌ها

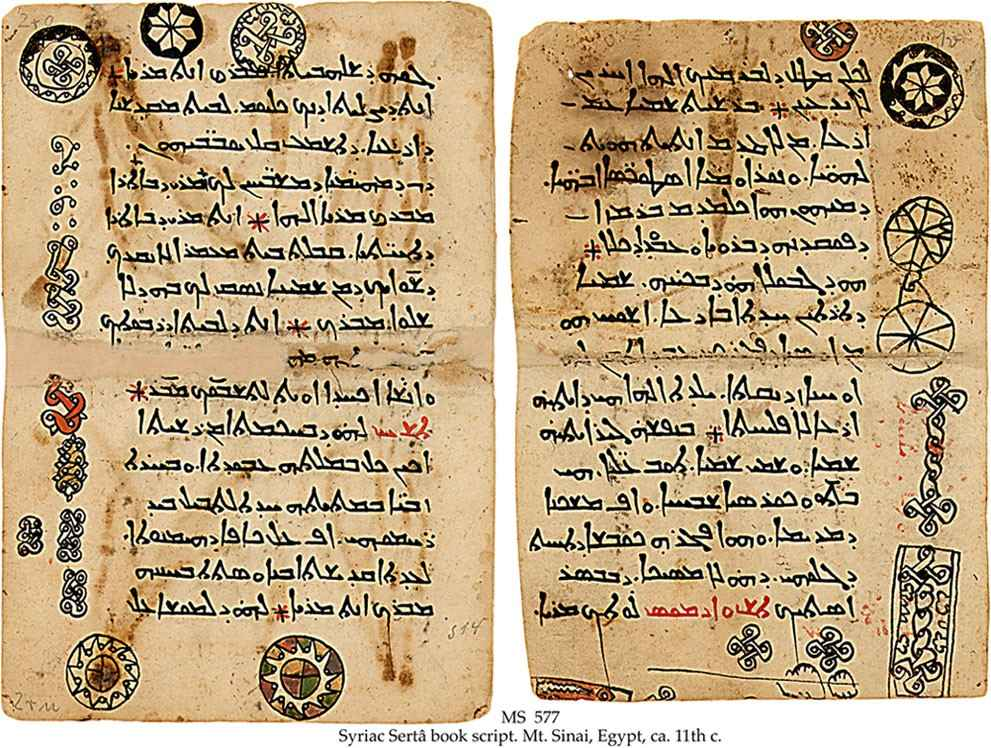
یک نسخهٔ خطی سریانی متعلق به سدهٔ ۱۱ میلادی.

در سال ۱۳۲ پیش از میلاد، پادشاهی اسروئن در اِدِسا تشکیل شد و نیا-سریانی (Proto-Syriac) در این پادشاهی تحول یافت. امروزه نیز بسیاری از گویشوران سریانی به ادسا به‌عنوان مهد زبانی‌شان توجه دارند. در این منطقه حدود ۸۰ کتیبهٔ سریانی وجود دارد که به سده‌های یکم تا سوم میلادی بازمی‌گردند (کهن‌ترین نمونهٔ سریانی، کتیبه‌ای متعلق به سال ۶ میلادی، و کهن‌ترین پوست‌نوشتهٔ سریانی مربوط به سال ۲۴۳ میلادی است). همهٔ این شواهد اولیه از زبان سریانی، غیرمسیحی هستند. به‌عنوان زبانی رسمی، سریانی به‌شکلی منسجم از سبک و دستورزبان متعلق به آرامی شرقی باستان استفاده‌کرد. زبان سریانی به دو شاخه تقسیم شده‌است: لهجهٔ غربی که توسط کلیسای ارتدکس سریانی در میان‌رودان شمالی و غرب سوریه مورد استفاده بود، و لهجهٔ شرقی که توسط کلیسای مشرق و در درون شاهنشاهی ساسانی استفاده می‌شد.

## ادبیات سریانی

شش خوشاگویی (Matthew 5:8) از پشیطتا سریانی شرقی. Ṭūḇayhōn l-ʾaylên da-ḏḵên b-lebbhōn: d-hennōn neḥzōn l-ʾalāhā. 'خوشبختی حقیقی در قلب است: برای آن‌هایی که خدا را درک کنند.'

در سدهٔ سوم میلادی، کلیساهای ادسا استفاده از سریانی به‌عنوان زبان نیایش را آغاز کردند. شواهدی وجود دارد که اقتباس سریانی، زبان مردم آشوری، انجام مأموریت بود. تلاش‌های ادبی زیادی برای خلق ترجمه‌ای معتبر از کتاب مقدس به‌زبان سریانی، یعنی پشیطتا (ܦܫܝܛܬܐ Pšīṭtā) انجام شد. در همین زمان، افرایم سوری در حال خلق ارزشمندترین مجموعهٔ شعری و الهیات سریانی بود.
در سال ۴۸۹ میلادی، بسیاری از مسیحیان سریانی‌زبان که در مرزهای شرقی امپراتوری روم زندگی می‌کردند، به‌دلیل آزار و اذیت دینی و خصومت روبه‌رشد مسیحیان یونانی‌زبان با آن‌ها، به شاهنشاهی ساسانی فرار کردند. تفاوت‌های عقیدتی در تفسیر مسیحیت باعث شد که سریانی‌ها به دو لهجهٔ شرقی و غربی تقسیم شوند. اگرچه سریانی همچنان به‌صورت یک زبان واحد در نظر گرفته می‌شود و لهجه‌های شرقی و غربی لهجه‌های یکدیگر را تا حدود زیادی متوجه می‌شوند، اما تلفظ و سیستم نوشتاری متفاوتی دارند و در برخی واژه‌ها نیز این تفاوت وجود دارد.
سریانی غربی زبان رسمی و عبادی سریانی‌های غربی است که توسط کلیسای ارتدکس سریانی، کلیسای کاتولیک سریانی، کلیسای مارونی، کلیسای سریانی ارتدکس مالانکارا، کلیسای سریانی مستقل مالابار، کلیسای سریانی مار توبا و کلیسای کاتولیک سریانی-مالانکارا. مورد استفاده قرار می‌گیرد.
سریانی شرقی زبان رسمی و عبادی سریانی‌های شرقی است که امروزه نیز توسط آشوریان و پیروان کلیسای آشوری شرق، کلیسای پنطیکاستی آشوری، کلیسای باستانی شرق، کلیسای کاتولیک آشوری-کلدانی، و همچنین کلیسای کاتولیک سریانی-مالابار در هند مورد استفاده قرار می‌گیرد.
ادبیات سریانی با اختلاف زیاد، پراستفاده‌ترین لهجهٔ زبان‌های آرامی است. نوشته‌های این زبان موضوعاتی نظیر شعر، نثر، الهیات، مناجات، سرودهای مذهبی، تاریخ، فلسفه، علم، پزشکی و تاریخ طبیعی را پوشش می‌دهند. بسیاری از این آثار ویرایش‌های انتقادی یا ترجمه به‌زبان‌های مدرن ندارند.

## وضعیت کنونی

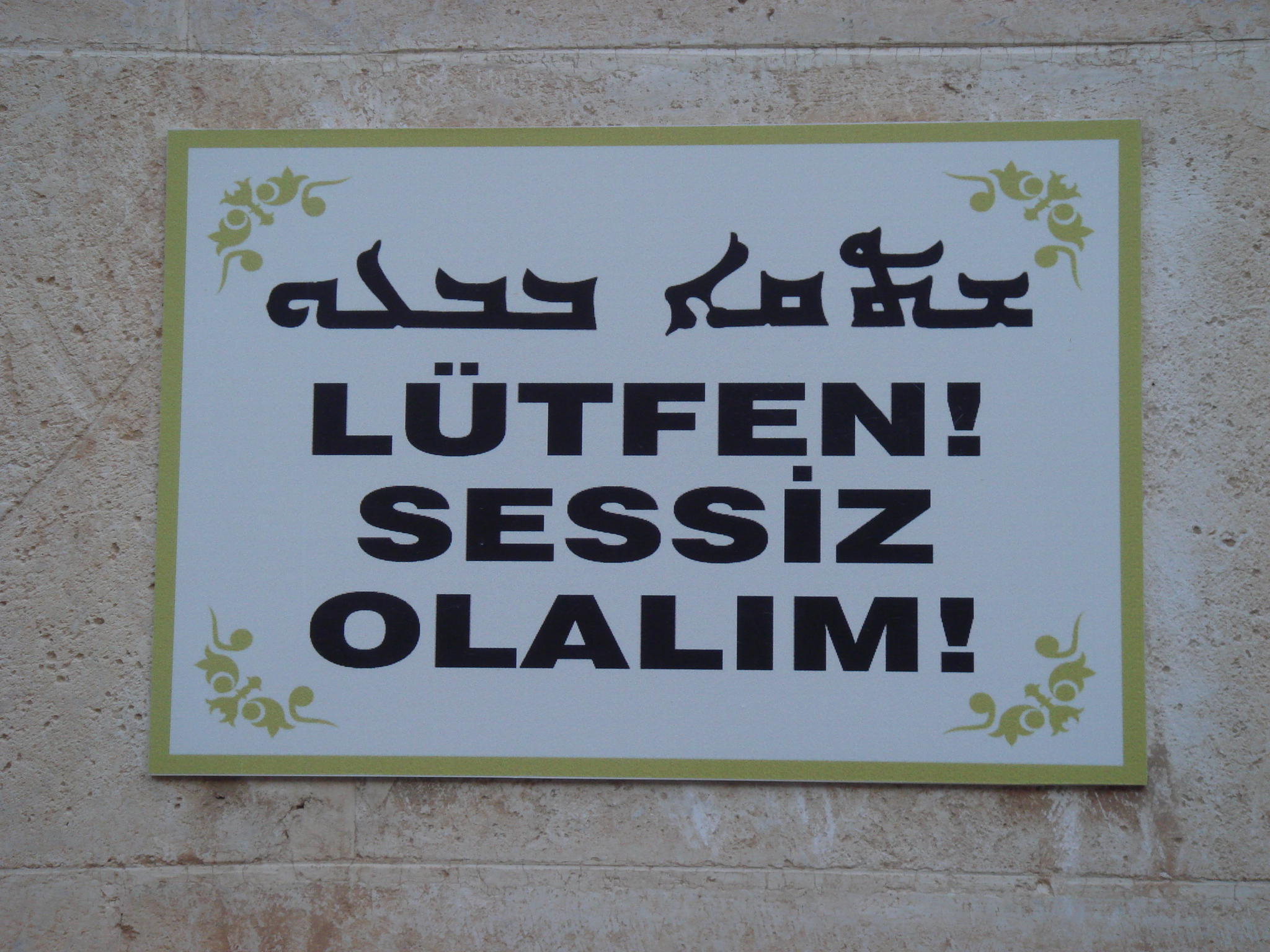
یک تابلوی هشدار: لطفاً ساکت باشید! به زبان‌های ترکی و سریانی.

تجدید حیات خط سریانی در زمان‌های اخیر باعث خلق روزنامه‌هایی به خط سریانی شده‌است که همچون استفاده از خط عربی مدرن، از دهه‌های نخستین سدهٔ بیستم میلادی، استفاده از خط مدرن سریانی نیز مرسوم شده‌است. خط سریانی مدرن نه‌تنها برای آثار مذهبی، بلکه حتی در ژانرهای سکولار توسط ملی‌گرایان آشوری مورد استفاده قرار می‌گیرد.
سریانی به‌عنوان زبان مذهبی کلیسای ارتدکس سریانی و برخی از زیرشاخه‌های این کلیسا مورد استفاده است. سریانی همچنین به‌عنوان یک زبان اقلیت در عراق به رسمیت شناخته شده‌است و در مدارس عمومی عراق، اسرائیل، سوئد، آوگسبورگ (آلمان) و کرالا (هند) تدریس می‌شود.
در سال ۲۰۱۴ میلادی، یک پیش‌دبستانی آشوری در استانبول تأسیس شد.
در ۱۸ دسامبر ۲۰۲۳ گئورگ اصلان، نمایندۀ مردم ماردین از حزب برابری و دمکراسی خلق‌ها (دم پارتی) در مجلس ترکیه جشم کریسمس را به زبان سریانی تبریک گفت، اما بکر بوزداغ، معاون رئیس مجلس از حزب عدالت و توسعه میکروفون او را قطع کرد. گئورگ در اعتراض خطاب به بوزداغ گفت: «وقتی که دیروز در مجلس آیات قرآن کریم را می‌خواندند سیستم قطع نشد، چون آن را زبان مقدس می‌دانند. اما زبانی که من صحبت می‌کنم، زبان حضرت عیسی مسیح است و این زبان نیز مقدس است.» نمایندگان دم پارتی و سایر اقلیت‌های مذهبی در مجلس ترکیه این کار را به عنوان مصداقی از تبعیض علیه زبان‌ها و اقوام غیرترک مورد انتقاد قرار دادند.

## دستور زبان
بسیاری از واژگان سریانی، همچون دیگر زبان‌های سامی از طریق ریشه‌های ثلاثی ساخته می‌شوند که به‌صورت سه صامت سریانی با حرف صدادار متغیر (و برخی صامت) یک مجموعه را تشکیل می‌دهد. برای نمونه، ریشهٔ ܫܩܠ، ŠQL معنای اولیهٔ «برداشتن» را دارد و واژه‌های زیر می‌توانند از همین ریشه مشتق شوند:
- ܫܩܠ – šqal: «او برداشته‌است»
- ܢܫܩܘܠ – nešqol: «او خواهد برداشت»
- ܫܩܠ – šāqel: «او در حال برداشتن است»
- ܫܩܠ – šaqqel: «او برداشته شده‌است»
- ܐܫܩܠ – ʾašqel: «او تعیین کرده‌است»
- ܫܩܠܐ – šqālā: «برداشتن، بار، بازنگری، بخش یا هجا»
- ܫܩ̈ܠܐ – šeqlē: «برداشتن، سود، مالیات»
- ܫܩܠܘܬܐ – šaqluṯā: «یک حیوان بارور»
- ܫܘܩܠܐ – šuqqālā: «غرور»

## واج‌شناسی
از نظر واج‌شناسی، سریانی نیز همچون دیگر زبان‌های سامی شمال‌غربی، دارای ۲۲ همخوان است که عبارتند از:
| نویسه‌گردانی | ʾ   | ب        | گ        | د        | ه   | و   | ز   | ح   | ط    | ی   | ک        | ل   | م   | ن   | س   | ع   | ف        | ص    | ق   | ر   | ش   | ت        |
| حرف         | ܐ   | ܒ        | ܓ        | ܕ        | ܗ   | ܘ   | ܙ   | ܚ   | ܛ    | ܝ   | ܟ        | ܠ   | ܡ   | ܢ   | ܣ   | ܥ   | ܦ        | ܨ    | ܩ   | ܪ   | ܫ   | ܬ        |
| تلفظ        | [ʔ] | [b], [v] | [g], [ɣ] | [d], [ð] | [h] | [w] | [z] | [ħ] | [tˤ] | [j] | [k], [x] | [l] | [m] | [n] | [s] | [ʕ] | [p], [f] | [sˤ] | [q] | [r] | [ʃ] | [t], [θ] |

از لحاظ آواشناختی، در تلفظ سریانی در شکل‌های مختلف تغییراتی وجود دارد. بومیان گویشور آرامی شرقی مدرن تلفظ‌های کاملاً متفاوتی دارند، و این امر گاهی بر نحوهٔ تلفظ زبان کلاسیک تأثیر می‌گذارند. برای نمونه در دعاهای عمومی. سریانی کلاسیک دو جریان اصلی تلفظ دارد: غربی و شرقی.